# ニシナガレ
ニシナガレ（英: Nishinagare）は、日本のバンド。有限会社悟空所属。2008年5月9日結成。東京を中心に活動する、福岡出身メンバーによるバンド。ボーカル・ギター担当の山口勝平を中心とした男女5人で構成される。
バンド名は山口勝平の出身地・福岡における博多祇園山笠のチーム名「西流れ」に由来する。5名中、4名が福岡出身のため、福岡にゆかりのある言葉から選んだという。山口勝平のキャラクターソングを中心にめんたいロックなどを演奏する。

## メンバー
- かっぺー(gt,vo)
- たけぽん(gt,vo)
- おーさま(ds,vo)
- うにゃさん(ba,Dr.)
- かつらちゃん(key,vo)

## ライブ
- おいやま2008
- おいやま2009
- おいやまならし2009
- おいやまならし2010
- おいやま2015
- ニシナガレディオ公開録音＆ライブ2018 in 梅島Hugo
- ニシナガレライブ　～おいやま2019～　in 梅島Hugo
- おいやま2023　会場：溝ノ口劇場[2]

```
日程：2023/9/3(日)　開場日時 12:10　 開演日時 12:30　
会場：溝ノ口劇場 (神奈川県)　神奈川県川崎市高津区久本3-1-5
主催：株式会社Checkmate
協賛：株式会社リブランマインド
後援：「音楽のまち・かわさき」推進協議会
```

- おいやま2025 会場：大岡山劇場[3]

```
日程：2025年9月27日（土）
時間：開場16:30  開演17:00
場所：大岡山劇場 
https://www.okageki.com/

出演：ニシナガレ

https://t.livepocket.jp/e/zl0yb
```

## 出展
- ニシナガレBLOG
- 有限会社悟空